# You Nervous?
You Nervous? is een Belgische punkband afkomstig uit Gent die is opgericht in 2013. De band heeft tot op heden twee studioalbums laten uitgeven en heeft op meerdere (inter)nationale festivals gespeeld, waaronder Groezrock en Punkrock Holiday.
De muziekstijl van You Nervous? kan worden omschreven als een melodisch soort skatepunk, dat flink wordt beïnvloed door het geluid van de Amerikaanse platenlabels Fat Wreck Chords en Epitaph Records. Grote invloeden zijn onder andere punkbands als Blink 182, Green Day, Millencolin, Lagwagon, The Offspring en Bad Religion.

## Geschiedenis
You Nervous? werd in 2013 opgericht. De naam van de band verwijst naar een aflevering van Man Bijt Hond. Er werden enkele demo's gemaakt waarvan er later een paar op hun debuutalbum zouden verschijnen. 
Op 23 januari in 2016 werd het debuutalbum Furry Tales uitgegeven op cd, en digitaal op Spotify. Furry Tales werd opgenomen in de toen net opstartende Big Dog Recordings studio en werd uitgegeven via het Belgische Bearded Punk Records platenlabel. Dit album werd voorgesteld in de glasblaasstudio van Gent Glas.
Op 1 mei 2020 gaf You Nervous? diens tweede studioalbum uit, getiteld True Belief. Dit album kent serieuzere teksten en kent een meer skate punkrock muzikale stijl. Door de coronacrisis brachten ze dit album eerst digitaal uit via zowel Bandcamp als Spotify. In december werd het album fysiek uitgebracht op cd.
Op 1 augustus 2023 brachten ze hun nieuwe single 'Throw Myself A Party' uit via Spotify met een bijhorende videoclip op Youtube. 

## Leden
- Dominique De Brauwer - gitaar, zang
- Rik Van Humbeeck - gitaar, achtergrondzang
- Jeffrey Van Damme - basgitaar
- Frederik Schatteman - drums

## Discografie
Studioalbums
- Furry Tales (2016)
- True Belief (2020)